# Phương Thanh

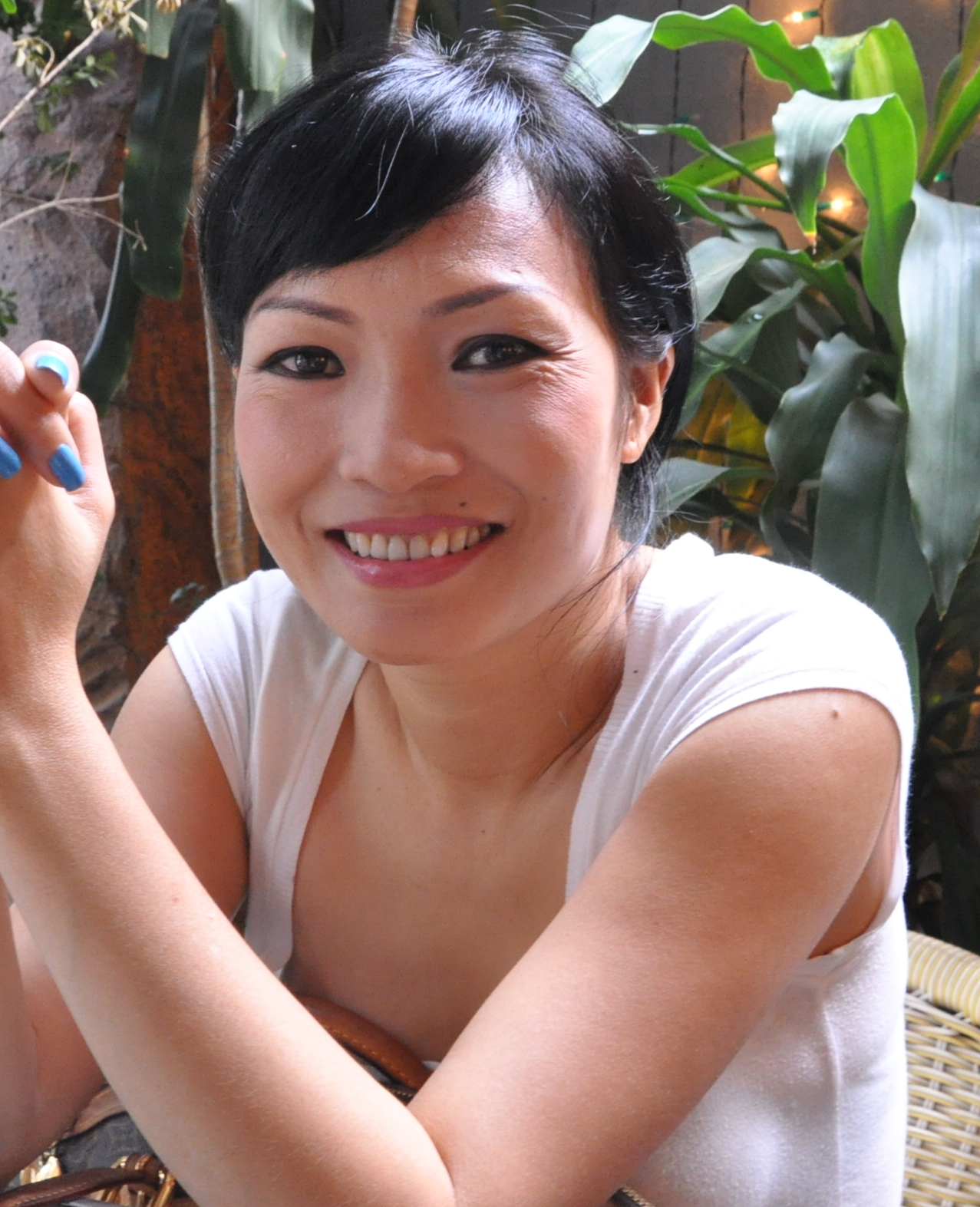
Phương Thanh in 2009

Phương Thanh (* 27. April 1973; eigentlich Bùi Thị Phương Thanh) ist eine vietnamesische Sängerin und Schauspielerin. Die in der Provinz Thanh Hóa geborene Thanh übersiedelte als sechsjähriges Kind mit ihrer Familie nach Ho-Chi-Minh-Stadt, wo sie aufwuchs und die Hochschule Lê Quý Đôn besuchte. In den 1990er Jahren wurde sie landesweit bekannt. Im Verlauf ihrer Karriere gewann sie eine Reihe von Musikpreisen, darunter die Auszeichnung Lan Song Xanh als „Lieblingssängerin“ des Rundfunks „Voice of Ho Chi Minh City“.

## Diskografie
- Chanh Giã Từ Dĩ Vãng CD
- Một Thời Đã Xa CD
- Lang Thang Tình 2000
- Tiếng Rao
- Phuong Thanh Minh Thuan duet — Ta Chẳng Còn Ai
- Chào năm 2000
- Vol. 1 — Nếu như… trót yêu
- Vol. 2 — Khi giấc mơ về
- Vol. 3 — Hãy để em ra đi … Vì em yêu anh
- Vol. 4 — Quay về ngày xưa
- Vol. 5 — Thương một người (Tình khúc Trịnh Công Sơn)
- Vol. 6 — Tìm lại lời thề
- Vol. 7 — Sang mùa
- Bolero vol. 1
- Con Ốc Bươu[3] (2011)
- Quay về đây - Mèo hoang[4] (10-11-2011)

## Filmografie (Auswahl)
- Lost in Paradise (2011)